# Ч̡

Ч̡, ч̡는 한티어의 수르구트 방언과 토파어에서 사용되는 키릴 문자의 문자이다. 그러나 유니코드에는 문자로 추가되지 않았다.

## 사용
수르구트 한티어에서는 Ҷ, ҷ 대신 Ч̡, ч̡를 사용하는 경우가 있다.